# Mapania maguireana
Mapania maguireana är en halvgräsart som beskrevs av Tetsuo Michael Koyama och Julian Alfred Steyermark. Mapania maguireana ingår i släktet Mapania och familjen halvgräs. Inga underarter finns listade i Catalogue of Life.